# Rotkehlpieper
Der Rotkehlpieper (Anthus cervinus) ist eine Vogelart aus der Familie der Stelzen und Pieper. Die Art bewohnt die nördliche  Taiga und die Strauchtundra in Eurasien und Alaska und überwintert in den Tropen Afrikas und Asiens. In Mitteleuropa ist die Art regelmäßiger Durchzügler in kleiner Zahl.

## Merkmale
Der Rotkehlpieper hat eine Körperlänge von 14 bis 15 cm und ist damit etwa so groß wie der heimische Wiesenpieper. Die Grundfarbe der Oberseite ist stumpf braun. Oberkopf und oberer Rücken sind auf diesem Grund kräftig dunkel längsgestreift, der Bürzel ist dunkel gestrichelt. Adulte Vögel sind in allen Kleidern durch die rostfarbene Kehle unverwechselbar, bei einigen Vögeln ist diese Rotzeichnung auch auf die Brust und die Kopfseiten ausgedehnt. Die übrige Unterseite ist hellgelblich weiß, Brust und Flanken sind kräftig schwarz gestrichelt. Der Färbungsdimorphismus ist gering, bei guten Beobachtungsbedingungen jedoch auch feldornithologisch verwertbar. Der orangerote Farbton ist bei Weibchen im Brutkleid auf die Kehle und den obersten Brustbereich beschränkt, im Schlichtkleid fehlt er ebenso wie der orangerötliche Überaugenstreif, der bei Männchen im Winterkleid ebenso wie die orangerote Kehl- und Brustfärbung erhalten bleibt.
Bei Jungvögeln im ersten Winter ist auch die Kehle weiß. Durch einen meist kräftigen weißen Überaugenstreif, einen schmalen weißen Augenring, helle Schirmfederränder und weißliche Rückenstreifen sind diese Jungvögel jedoch von anderen Piepern unterscheidbar.

## Lautäußerungen
Der Gesang wird überwiegend aus einem Singflug vorgetragen, seltener und dann kürzer vom Boden oder von Warten. Er besteht aus einer Anfangslautfolge, die an den Gesang des Baumpiepers erinnert, danach folgen trillernde oder ratternde Töne und am Schluss häufig ein schnarrender Laut. Der Gesang lässt sich etwa wie "tsiwi-tsiwi-tsiwi-tsiwi-wiss-wiss-wiss-twiss-wiss-wiss-tsirr" wiedergeben. Durchzügler rufen oft anfangs scharf und dann nach hinten gedehnt "psieh" oder "tssiiee". Der Flugruf ist ein leises "tschüp".

## Verbreitung und Lebensraum

Verbreitung des Rotkehlpiepers:
Brutgebiete
Migration
Überwinterungsgebiete

Das Verbreitungsgebiet des Rotkehlpiepers umfasst die nördliche  Taiga und die Strauchtundra in Eurasien von Skandinavien bis zur Tschuktschenhalbinsel und darüber hinaus auch noch die Westküste Alaskas. Er besiedelt vor allem offene sumpfige Niederungen mit Laubholzgebüschen, in der Taiga auch offene Moore. Auf dem Durchzug wird die Art in baumfreiem und meist feuchtem Gelände beobachtet, z. B. auf locker bewachsenen Schlammflächen oder auf feuchten kurzgrasigen Flächen, aber auch auf trockeneren Brachen, Stoppelfeldern oder Rekultivierungsflächen, insbesondere wenn dort zumindest einzelne Tümpel vorhanden sind.

## Fortpflanzung

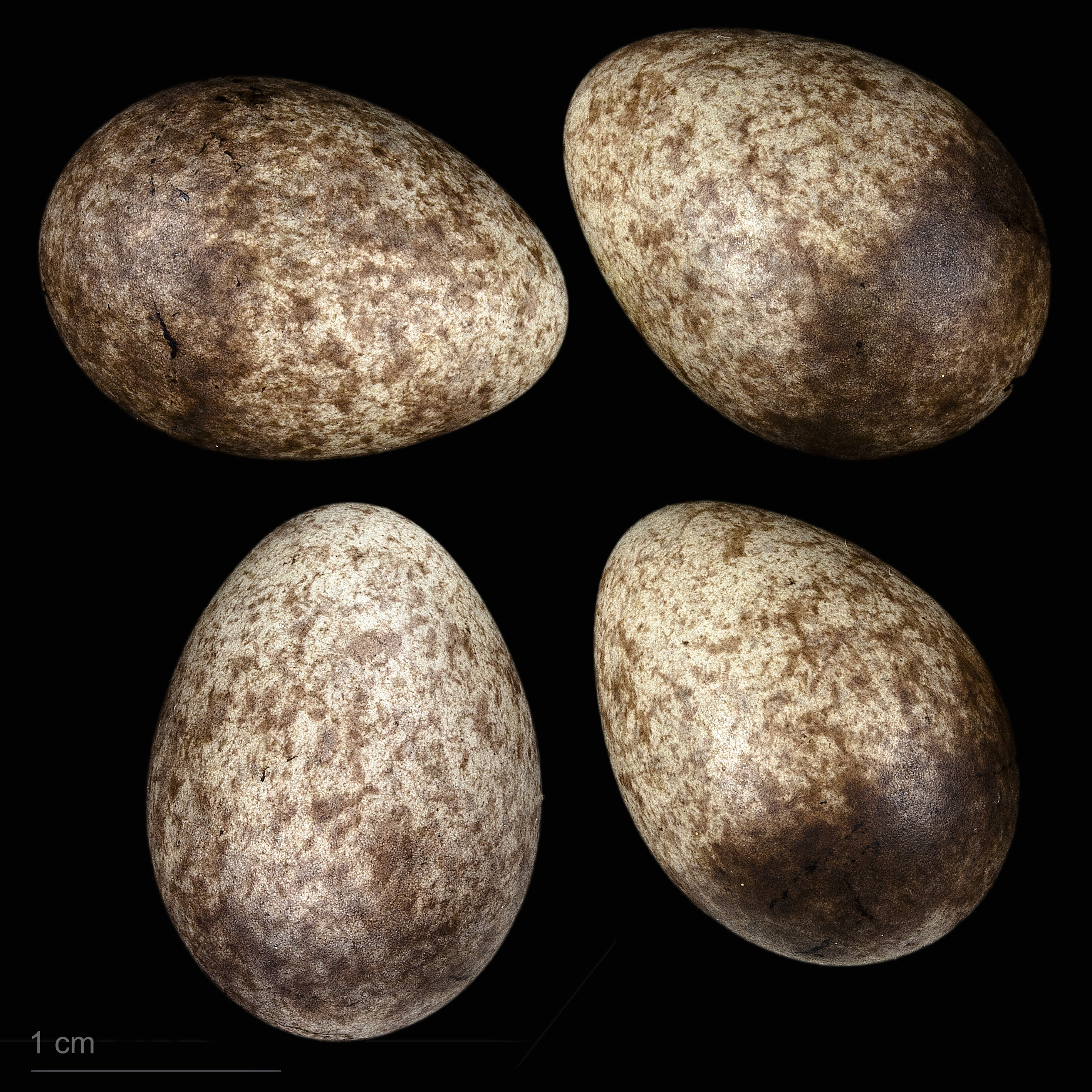
Anthus cervinus, Sammlung Museum von Toulouse

Das Nest wird am Boden in der Vegetation angelegt. Die Eiablage erfolgt frühestens Ende Mai bis Anfang Juni. Das Gelege besteht aus 4 bis 7, meist 5 bis 6 Eiern. Die Brutzeit dauert 10 bis 13 Tage. Die Bebrütung erfolgt ausschließlich durch das Weibchen, das während dieser Zeit vom Männchen gefüttert wird. Die Jungvögel sind nach 9 bis 14 Tagen flügge.

## Wanderungen
Der Abzug aus den Brutgebieten erfolgt im August bis Mitte September. Die Vögel im Osten des Verbreitungsgebietes überwintern in den Tropen Südostasiens, die westpaläarktischen Vögel in Ägypten sowie vor allem südlich der Sahara in der Sahelzone und den Savannen. Die Art wird regelmäßig als Durchzügler in kleiner Zahl in den meisten Regionen Mittel- und Osteuropas beobachtet. Der Durchzug auf dem Wegzug erfolgt hier von August bis Anfang November, die meisten Nachweise gibt es Ende September bis Mitte Oktober. Der Heimzug durch Mitteleuropa erfolgt im April und Mai, die Brutgebiete werden Mitte bis Ende Mai, spätestens Mitte Juni erreicht.

## Bestand und Gefährdung
Gesicherte Angaben zum Weltbestand gibt es nicht, die IUCN gibt als grobe Schätzung 0,5 bis 5,0 Mio. Individuen an. Die Art ist laut IUCN ungefährdet.